# Isocanace crosbyi
Isocanace crosbyi är en tvåvingeart som beskrevs av Wayne N. Mathis 1999. Isocanace crosbyi ingår i släktet Isocanace och familjen Canacidae. Inga underarter finns listade i Catalogue of Life.